# Moșna (Sibiu)
Moșna es una comuna ubicada en el distrito de Sibiu, Rumania.

## Superficie
Posee una superficie de 59,33 kilómetros cuadrados.

## Demografía
Hasta 2021 la población era de 2939 habitantes, con una densidad de población de 49,54 habitantes por kilómetro cuadrado.